# RideLondon-Surrey Classic 2019
Prudential RideLondon-Surrey Classic 2019 – 8. edycja jednodniowego wyścigu kolarskiego RideLondon-Surrey Classic, która odbyła się 4 sierpnia 2019 na trasie liczącej 169 km. Start i meta wyścigu znajdowały się w Londynie. Wyścig jest częścią UCI World Tour 2019.

## Uczestnicy

### Drużyny
W wyścigu wzięło udział 20 ekip: szesnaście drużyn należących do UCI WorldTeams i cztery zespoły zaproszone przez organizatorów z tzw. „dziką kartą” (trzy należącye do UCI Professional Continental Teams oraz reprezentacja Wielkiej Brytanii).
| WorldTeams (16)- AG2R La Mondiale - Bahrain-Merida - Bora-hansgrohe - CCC Team - Deceuninck-Quick Step - Groupama-FDJ - Lotto Soudal - Mitchelton-Scott - Dimension Data - EF Education First - Ineos - Team Jumbo-Visma - Katusha-Alpecin - Team Sunweb - Trek-Segafredo - UAE Team Emirates Professional continental teams (3)- Delko-Marseille Provence - Israel Cycling Academy - Total Direct Énergie Reprezentacja- Wielka Brytania |
| |

### Lista startowa
| Bora-Hansgrohe BOH | Bora-Hansgrohe BOH        | Bora-Hansgrohe BOH |
| ------------------ | ------------------------- | ------------------ |
| Nr                 | Kolarz                    | Miejsce            |
| 1                  | Jean-Pierre Drucker (LUX) | 121.               |
| 2                  | Shane Archbold (NZL)      | 77.                |
| 3                  | Erik Baška (SVK)          | 120.               |
| 4                  | Sam Bennett (IRL) (szosa) | 2.                 |
| 5                  | Juraj Sagan (SVK) (szosa) | DNF                |
| 6                  | Andreas Schillinger (GER) | 119.               |
| 7                  | Michael Schwarzmann (GER) | 123.               |

| Deceuninck-Quick Step DQT | Deceuninck-Quick Step DQT    | Deceuninck-Quick Step DQT |
| ------------------------- | ---------------------------- | ------------------------- |
| Nr                        | Kolarz                       | Miejsce                   |
| 11                        | Philippe Gilbert (BEL)       | 59.                       |
| 13                        | Iljo Keisse (BEL)            | 38.                       |
| 14                        | Davide Martinelli (ITA)      | 32.                       |
| 15                        | Michael Mørkøv (DEN) (szosa) | 3.                        |
| 16                        | Zdeněk Štybar (CZE)          | 27.                       |
| 17                        | Elia Viviani (ITA)           | 1.                        |

| Trek-Segafredo TFS | Trek-Segafredo TFS     | Trek-Segafredo TFS |
| ------------------ | ---------------------- | ------------------ |
| Nr                 | Kolarz                 | Miejsce            |
| 21                 | Koen de Kort (NED)     | 73.                |
| 22                 | Alex Frame (NZL)       | 87.                |
| 23                 | Alex Kirsch (LUX)      | 112.               |
| 24                 | Matteo Moschetti (ITA) | DNF                |
| 25                 | William Clarke (AUS)   | DNF                |
| 26                 | Jasper Stuyven (BEL)   | 4.                 |
| 27                 | Edward Theuns (BEL)    | 67.                |

| Bahrain-Merida TBM | Bahrain-Merida TBM      | Bahrain-Merida TBM |
| ------------------ | ----------------------- | ------------------ |
| Nr                 | Kolarz                  | Miejsce            |
| 31                 | Yukiya Arashiro (JPN)   | 26.                |
| 32                 | Phil Bauhaus (GER)      | 34.                |
| 33                 | Sonny Colbrelli (ITA)   | 15.                |
| 36                 | Heinrich Haussler (AUS) | 81.                |
| 37                 | Marcel Sieberg (GER)    | 51.                |

| UAE Team Emirates UAD | UAE Team Emirates UAD    | UAE Team Emirates UAD |
| --------------------- | ------------------------ | --------------------- |
| Nr                    | Kolarz                   | Miejsce               |
| 41                    | Tom Bohli (SUI)          | 102.                  |
| 42                    | Oliviero Troia (ITA)     | 96.                   |
| 43                    | Marco Marcato (ITA)      | 33.                   |
| 44                    | Rui Oliveira (POR)       | 114.                  |
| 45                    | Roberto Ferrari (ITA)    | 30.                   |
| 46                    | Sven Erik Bystrøm (NOR)  | 101.                  |
| 47                    | Alexander Kristoff (NOR) | 7.                    |

| CCC Team CCC | CCC Team CCC                   | CCC Team CCC |
| ------------ | ------------------------------ | ------------ |
| Nr           | Kolarz                         | Miejsce      |
| 51           | Jonas Koch (GER)               | 14.          |
| 52           | Michael Schär (SUI)            | 46.          |
| 53           | Gijs Van Hoecke (BEL)          | 75.          |
| 54           | Nathan Van Hooydonck (BEL)     | 44.          |
| 55           | Guillaume Van Keirsbulck (BEL) | 53.          |
| 56           | Francisco Ventoso (ESP)        | 91.          |
| 57           | Łukasz Wiśniowski (POL)        | 50.          |

| Total Direct Énergie TDE | Total Direct Énergie TDE | Total Direct Énergie TDE |
| ------------------------ | ------------------------ | ------------------------ |
| Nr                       | Kolarz                   | Miejsce                  |
| 61                       | Niccolò Bonifazio (ITA)  | 106.                     |
| 62                       | Bryan Nauleau (FRA)      | 104.                     |
| 63                       | Romain Cardis (FRA)      | 23.                      |
| 64                       | Pim Ligthart (NED)       | DNF                      |
| 65                       | Adrien Petit (FRA)       | DNF                      |
| 66                       | Fabien Grellier (FRA)    | 72.                      |
| 67                       | Angelo Tulik (FRA)       | 105.                     |

| Team Sunweb SUN | Team Sunweb SUN         | Team Sunweb SUN |
| --------------- | ----------------------- | --------------- |
| Nr              | Kolarz                  | Miejsce         |
| 71              | Nikias Arndt (GER)      | 60.             |
| 72              | Roy Curvers (NED)       | 39.             |
| 73              | Lennard Kämna (GER)     | 92.             |
| 74              | Michael Matthews (AUS)  | 83.             |
| 75              | Joris Nieuwenhuis (NED) | 24.             |
| 76              | Casper Pedersen (DEN)   | 43.             |
| 77              | Martijn Tusveld (NED)   | 108.            |

| Team Ineos INS | Team Ineos INS             | Team Ineos INS |
| -------------- | -------------------------- | -------------- |
| Nr             | Kolarz                     | Miejsce        |
| 81             | Leonardo Basso (ITA)       | 54.            |
| 82             | Diego Rosa (ITA)           | 49.            |
| 83             | Filippo Ganna (ITA)        | 37.            |
| 84             | Kristoffer Halvorsen (NOR) | 16.            |
| 85             | Christian Knees (GER)      | 29.            |
| 86             | Christopher Lawless (GBR)  | 82.            |
| 87             | Ian Stannard (GBR)         | 69.            |

| Wielka Brytania GBR | Wielka Brytania GBR | Wielka Brytania GBR |
| ------------------- | ------------------- | ------------------- |
| Nr                  | Kolarz              | Miejsce             |
| 91                  | Connor Swift        | 68.                 |
| 92                  | Matthew Walls       | 13.                 |
| 93                  | Ethan Hayter        | 10.                 |
| 94                  | James Shaw          | 55.                 |
| 95                  | Scott Thwaites      | 56.                 |
| 96                  | Gabriel Cullaigh    | 122.                |
| 97                  | Thomas Stewart      | 79.                 |

| Groupama-FDJ GFC | Groupama-FDJ GFC        | Groupama-FDJ GFC |
| ---------------- | ----------------------- | ---------------- |
| Nr               | Kolarz                  | Miejsce          |
| 101              | Arnaud Démare (FRA)     | 35.              |
| 102              | Jacopo Guarnieri (ITA)  | DNF              |
| 103              | Daniel Hoelgaard (NOR)  | 95.              |
| 105              | Olivier Le Gac (FRA)    | 62.              |
| 106              | Ramon Sinkeldam (NED)   | 100.             |
| 107              | Benoît Vaugrenard (FRA) | DNF              |

| Mitchelton-Scott MTS | Mitchelton-Scott MTS      | Mitchelton-Scott MTS |
| -------------------- | ------------------------- | -------------------- |
| Nr                   | Kolarz                    | Miejsce              |
| 111                  | Michael Hepburn (AUS)     | 70.                  |
| 112                  | Daryl Impey (RSA) (szosa) | 12.                  |
| 113                  | Edoardo Affini (ITA)      | 113.                 |
| 114                  | Cameron Meyer (AUS)       | 76.                  |
| 115                  | Michael Albasini (SUI)    | 117.                 |
| 116                  | Robert Stannard (AUS)     | 86.                  |
| 117                  | Jack Bauer (NZL)          | 84.                  |

| AG2R La Mondiale ALM | AG2R La Mondiale ALM     | AG2R La Mondiale ALM |
| -------------------- | ------------------------ | -------------------- |
| Nr                   | Kolarz                   | Miejsce              |
| 121                  | Nico Denz (GER)          | 48.                  |
| 122                  | Julien Duval (FRA)       | 20.                  |
| 123                  | Gediminas Bagdonas (LTU) | 45.                  |
| 124                  | Alexis Gougeard (FRA)    | DNF                  |
| 125                  | Oliver Naesen (BEL)      | 8.                   |
| 126                  | Stijn Vandenbergh (BEL)  | 40.                  |
| 127                  | Ben Gastauer (LUX)       | 61.                  |

| Delko Marseille Provence DMP | Delko Marseille Provence DMP       | Delko Marseille Provence DMP |
| ---------------------------- | ---------------------------------- | ---------------------------- |
| Nr                           | Kolarz                             | Miejsce                      |
| 131                          | Julien El Fares (FRA)              | 57.                          |
| 132                          | Iuri Filosi (ITA)                  | 94.                          |
| 133                          | Alexis Guérin (FRA)                | 42.                          |
| 134                          | Alessandro Fedeli (ITA)            | 22.                          |
| 135                          | Ramūnas Navardauskas (LTU) (szosa) | 116.                         |
| 136                          | Fabien Schmidt (FRA)               | 85.                          |
| 137                          | Julien Trarieux (FRA)              | 19.                          |

| Israel Cycling Academy ICA | Israel Cycling Academy ICA | Israel Cycling Academy ICA |
| -------------------------- | -------------------------- | -------------------------- |
| Nr                         | Kolarz                     | Miejsce                    |
| 141                        | Davide Cimolai (ITA)       | 17.                        |
| 142                        | Conor Dunne (IRL)          | 107.                       |
| 143                        | Clément Carisey (FRA)      | 111.                       |
| 144                        | Krists Neilands (LAT)      | 90.                        |
| 145                        | Gaj Sagiw (ISR) (szosa)    | 88.                        |
| 146                        | Tom Van Asbroeck (BEL)     | 41.                        |
| 147                        | Dennis van Winden (NED)    | 31.                        |

| Lotto-Soudal LTS | Lotto-Soudal LTS        | Lotto-Soudal LTS |
| ---------------- | ----------------------- | ---------------- |
| Nr               | Kolarz                  | Miejsce          |
| 151              | Jasper De Buyst (BEL)   | 9.               |
| 152              | Stan Dewulf (BEL)       | 115.             |
| 153              | Caleb Ewan (AUS)        | DNF              |
| 154              | Frederik Frison (BEL)   | DNF              |
| 155              | Brian van Goethem (NED) | 63.              |
| 156              | Nikolas Maes (BEL)      | 21.              |
| 157              | Gerben Thijssen (BEL)   | 25.              |

| Dimension Data TDD | Dimension Data TDD       | Dimension Data TDD |
| ------------------ | ------------------------ | ------------------ |
| Nr                 | Kolarz                   | Miejsce            |
| 161                | Ryan Gibbons (RSA)       | 18.                |
| 162                | Tom-Jelte Slagter (NED)  | 89.                |
| 163                | Giacomo Nizzolo (ITA)    | 6.                 |
| 164                | Mark Renshaw (AUS)       | 65.                |
| 165                | Jay Robert Thomson (RSA) | DNF                |
| 166                | Rasmus Tiller (NOR)      | 64.                |
| 167                | Julien Vermote (BEL)     | 58.                |

| EF Education First EF1 | EF Education First EF1    | EF Education First EF1 |
| ---------------------- | ------------------------- | ---------------------- |
| Nr                     | Kolarz                    | Miejsce                |
| 171                    | Matti Breschel (DEN)      | DNF                    |
| 172                    | Alberto Bettiol (ITA)     | 66.                    |
| 173                    | Moreno Hofland (NED)      | 11.                    |
| 174                    | Sebastian Langeveld (NED) | 93.                    |
| 175                    | Daniel McLay (GBR)        | 78.                    |
| 176                    | Taylor Phinney (USA)      | 97.                    |
| 177                    | Sep Vanmarcke (BEL)       | 36.                    |

| Team Jumbo-Visma TJV | Team Jumbo-Visma TJV                | Team Jumbo-Visma TJV |
| -------------------- | ----------------------------------- | -------------------- |
| Nr                   | Kolarz                              | Miejsce              |
| 181                  | Amund Grøndahl Jansen (NOR) (szosa) | 5.                   |
| 182                  | Pascal Eenkhoorn (NED)              | 99.                  |
| 183                  | Jos van Emden (NED)                 | 71.                  |
| 184                  | Tom Leezer (NED)                    | 98.                  |
| 185                  | Timo Roosen (NED)                   | 74.                  |
| 186                  | Mike Teunissen (NED)                | 28.                  |
| 187                  | Maarten Wynants (BEL)               | 80.                  |

| Katusha-Alpecin TKA | Katusha-Alpecin TKA      | Katusha-Alpecin TKA |
| ------------------- | ------------------------ | ------------------- |
| Nr                  | Kolarz                   | Miejsce             |
| 191                 | Jenthe Biermans (BEL)    | 52.                 |
| 192                 | Jens Debusschere (BEL)   | 118.                |
| 193                 | Alex Dowsett (GBR)       | 109.                |
| 194                 | Marco Haller (AUT)       | 103.                |
| 195                 | Nathan Haas (AUS)        | DNF                 |
| 196                 | Harry Tanfield (GBR)     | 47.                 |
| 197                 | Mads Würtz Schmidt (DEN) | 110.                |

| Bora-Hansgrohe BOH | Bora-Hansgrohe BOH        | Bora-Hansgrohe BOH |
| ------------------ | ------------------------- | ------------------ |
| Nr                 | Kolarz                    | Miejsce            |
| 1                  | Jean-Pierre Drucker (LUX) | 121.               |
| 2                  | Shane Archbold (NZL)      | 77.                |
| 3                  | Erik Baška (SVK)          | 120.               |
| 4                  | Sam Bennett (IRL) (szosa) | 2.                 |
| 5                  | Juraj Sagan (SVK) (szosa) | DNF                |
| 6                  | Andreas Schillinger (GER) | 119.               |
| 7                  | Michael Schwarzmann (GER) | 123.               |

| Deceuninck-Quick Step DQT | Deceuninck-Quick Step DQT    | Deceuninck-Quick Step DQT |
| ------------------------- | ---------------------------- | ------------------------- |
| Nr                        | Kolarz                       | Miejsce                   |
| 11                        | Philippe Gilbert (BEL)       | 59.                       |
| 13                        | Iljo Keisse (BEL)            | 38.                       |
| 14                        | Davide Martinelli (ITA)      | 32.                       |
| 15                        | Michael Mørkøv (DEN) (szosa) | 3.                        |
| 16                        | Zdeněk Štybar (CZE)          | 27.                       |
| 17                        | Elia Viviani (ITA)           | 1.                        |

| Trek-Segafredo TFS | Trek-Segafredo TFS     | Trek-Segafredo TFS |
| ------------------ | ---------------------- | ------------------ |
| Nr                 | Kolarz                 | Miejsce            |
| 21                 | Koen de Kort (NED)     | 73.                |
| 22                 | Alex Frame (NZL)       | 87.                |
| 23                 | Alex Kirsch (LUX)      | 112.               |
| 24                 | Matteo Moschetti (ITA) | DNF                |
| 25                 | William Clarke (AUS)   | DNF                |
| 26                 | Jasper Stuyven (BEL)   | 4.                 |
| 27                 | Edward Theuns (BEL)    | 67.                |

| Bahrain-Merida TBM | Bahrain-Merida TBM      | Bahrain-Merida TBM |
| ------------------ | ----------------------- | ------------------ |
| Nr                 | Kolarz                  | Miejsce            |
| 31                 | Yukiya Arashiro (JPN)   | 26.                |
| 32                 | Phil Bauhaus (GER)      | 34.                |
| 33                 | Sonny Colbrelli (ITA)   | 15.                |
| 36                 | Heinrich Haussler (AUS) | 81.                |
| 37                 | Marcel Sieberg (GER)    | 51.                |

| UAE Team Emirates UAD | UAE Team Emirates UAD    | UAE Team Emirates UAD |
| --------------------- | ------------------------ | --------------------- |
| Nr                    | Kolarz                   | Miejsce               |
| 41                    | Tom Bohli (SUI)          | 102.                  |
| 42                    | Oliviero Troia (ITA)     | 96.                   |
| 43                    | Marco Marcato (ITA)      | 33.                   |
| 44                    | Rui Oliveira (POR)       | 114.                  |
| 45                    | Roberto Ferrari (ITA)    | 30.                   |
| 46                    | Sven Erik Bystrøm (NOR)  | 101.                  |
| 47                    | Alexander Kristoff (NOR) | 7.                    |

| CCC Team CCC | CCC Team CCC                   | CCC Team CCC |
| ------------ | ------------------------------ | ------------ |
| Nr           | Kolarz                         | Miejsce      |
| 51           | Jonas Koch (GER)               | 14.          |
| 52           | Michael Schär (SUI)            | 46.          |
| 53           | Gijs Van Hoecke (BEL)          | 75.          |
| 54           | Nathan Van Hooydonck (BEL)     | 44.          |
| 55           | Guillaume Van Keirsbulck (BEL) | 53.          |
| 56           | Francisco Ventoso (ESP)        | 91.          |
| 57           | Łukasz Wiśniowski (POL)        | 50.          |

| Total Direct Énergie TDE | Total Direct Énergie TDE | Total Direct Énergie TDE |
| ------------------------ | ------------------------ | ------------------------ |
| Nr                       | Kolarz                   | Miejsce                  |
| 61                       | Niccolò Bonifazio (ITA)  | 106.                     |
| 62                       | Bryan Nauleau (FRA)      | 104.                     |
| 63                       | Romain Cardis (FRA)      | 23.                      |
| 64                       | Pim Ligthart (NED)       | DNF                      |
| 65                       | Adrien Petit (FRA)       | DNF                      |
| 66                       | Fabien Grellier (FRA)    | 72.                      |
| 67                       | Angelo Tulik (FRA)       | 105.                     |

| Team Sunweb SUN | Team Sunweb SUN         | Team Sunweb SUN |
| --------------- | ----------------------- | --------------- |
| Nr              | Kolarz                  | Miejsce         |
| 71              | Nikias Arndt (GER)      | 60.             |
| 72              | Roy Curvers (NED)       | 39.             |
| 73              | Lennard Kämna (GER)     | 92.             |
| 74              | Michael Matthews (AUS)  | 83.             |
| 75              | Joris Nieuwenhuis (NED) | 24.             |
| 76              | Casper Pedersen (DEN)   | 43.             |
| 77              | Martijn Tusveld (NED)   | 108.            |

| Team Ineos INS | Team Ineos INS             | Team Ineos INS |
| -------------- | -------------------------- | -------------- |
| Nr             | Kolarz                     | Miejsce        |
| 81             | Leonardo Basso (ITA)       | 54.            |
| 82             | Diego Rosa (ITA)           | 49.            |
| 83             | Filippo Ganna (ITA)        | 37.            |
| 84             | Kristoffer Halvorsen (NOR) | 16.            |
| 85             | Christian Knees (GER)      | 29.            |
| 86             | Christopher Lawless (GBR)  | 82.            |
| 87             | Ian Stannard (GBR)         | 69.            |

| Wielka Brytania GBR | Wielka Brytania GBR | Wielka Brytania GBR |
| ------------------- | ------------------- | ------------------- |
| Nr                  | Kolarz              | Miejsce             |
| 91                  | Connor Swift        | 68.                 |
| 92                  | Matthew Walls       | 13.                 |
| 93                  | Ethan Hayter        | 10.                 |
| 94                  | James Shaw          | 55.                 |
| 95                  | Scott Thwaites      | 56.                 |
| 96                  | Gabriel Cullaigh    | 122.                |
| 97                  | Thomas Stewart      | 79.                 |

| Groupama-FDJ GFC | Groupama-FDJ GFC        | Groupama-FDJ GFC |
| ---------------- | ----------------------- | ---------------- |
| Nr               | Kolarz                  | Miejsce          |
| 101              | Arnaud Démare (FRA)     | 35.              |
| 102              | Jacopo Guarnieri (ITA)  | DNF              |
| 103              | Daniel Hoelgaard (NOR)  | 95.              |
| 105              | Olivier Le Gac (FRA)    | 62.              |
| 106              | Ramon Sinkeldam (NED)   | 100.             |
| 107              | Benoît Vaugrenard (FRA) | DNF              |

| Mitchelton-Scott MTS | Mitchelton-Scott MTS      | Mitchelton-Scott MTS |
| -------------------- | ------------------------- | -------------------- |
| Nr                   | Kolarz                    | Miejsce              |
| 111                  | Michael Hepburn (AUS)     | 70.                  |
| 112                  | Daryl Impey (RSA) (szosa) | 12.                  |
| 113                  | Edoardo Affini (ITA)      | 113.                 |
| 114                  | Cameron Meyer (AUS)       | 76.                  |
| 115                  | Michael Albasini (SUI)    | 117.                 |
| 116                  | Robert Stannard (AUS)     | 86.                  |
| 117                  | Jack Bauer (NZL)          | 84.                  |

| AG2R La Mondiale ALM | AG2R La Mondiale ALM     | AG2R La Mondiale ALM |
| -------------------- | ------------------------ | -------------------- |
| Nr                   | Kolarz                   | Miejsce              |
| 121                  | Nico Denz (GER)          | 48.                  |
| 122                  | Julien Duval (FRA)       | 20.                  |
| 123                  | Gediminas Bagdonas (LTU) | 45.                  |
| 124                  | Alexis Gougeard (FRA)    | DNF                  |
| 125                  | Oliver Naesen (BEL)      | 8.                   |
| 126                  | Stijn Vandenbergh (BEL)  | 40.                  |
| 127                  | Ben Gastauer (LUX)       | 61.                  |

| Delko Marseille Provence DMP | Delko Marseille Provence DMP       | Delko Marseille Provence DMP |
| ---------------------------- | ---------------------------------- | ---------------------------- |
| Nr                           | Kolarz                             | Miejsce                      |
| 131                          | Julien El Fares (FRA)              | 57.                          |
| 132                          | Iuri Filosi (ITA)                  | 94.                          |
| 133                          | Alexis Guérin (FRA)                | 42.                          |
| 134                          | Alessandro Fedeli (ITA)            | 22.                          |
| 135                          | Ramūnas Navardauskas (LTU) (szosa) | 116.                         |
| 136                          | Fabien Schmidt (FRA)               | 85.                          |
| 137                          | Julien Trarieux (FRA)              | 19.                          |

| Israel Cycling Academy ICA | Israel Cycling Academy ICA | Israel Cycling Academy ICA |
| -------------------------- | -------------------------- | -------------------------- |
| Nr                         | Kolarz                     | Miejsce                    |
| 141                        | Davide Cimolai (ITA)       | 17.                        |
| 142                        | Conor Dunne (IRL)          | 107.                       |
| 143                        | Clément Carisey (FRA)      | 111.                       |
| 144                        | Krists Neilands (LAT)      | 90.                        |
| 145                        | Gaj Sagiw (ISR) (szosa)    | 88.                        |
| 146                        | Tom Van Asbroeck (BEL)     | 41.                        |
| 147                        | Dennis van Winden (NED)    | 31.                        |

| Lotto-Soudal LTS | Lotto-Soudal LTS        | Lotto-Soudal LTS |
| ---------------- | ----------------------- | ---------------- |
| Nr               | Kolarz                  | Miejsce          |
| 151              | Jasper De Buyst (BEL)   | 9.               |
| 152              | Stan Dewulf (BEL)       | 115.             |
| 153              | Caleb Ewan (AUS)        | DNF              |
| 154              | Frederik Frison (BEL)   | DNF              |
| 155              | Brian van Goethem (NED) | 63.              |
| 156              | Nikolas Maes (BEL)      | 21.              |
| 157              | Gerben Thijssen (BEL)   | 25.              |

| Dimension Data TDD | Dimension Data TDD       | Dimension Data TDD |
| ------------------ | ------------------------ | ------------------ |
| Nr                 | Kolarz                   | Miejsce            |
| 161                | Ryan Gibbons (RSA)       | 18.                |
| 162                | Tom-Jelte Slagter (NED)  | 89.                |
| 163                | Giacomo Nizzolo (ITA)    | 6.                 |
| 164                | Mark Renshaw (AUS)       | 65.                |
| 165                | Jay Robert Thomson (RSA) | DNF                |
| 166                | Rasmus Tiller (NOR)      | 64.                |
| 167                | Julien Vermote (BEL)     | 58.                |

| EF Education First EF1 | EF Education First EF1    | EF Education First EF1 |
| ---------------------- | ------------------------- | ---------------------- |
| Nr                     | Kolarz                    | Miejsce                |
| 171                    | Matti Breschel (DEN)      | DNF                    |
| 172                    | Alberto Bettiol (ITA)     | 66.                    |
| 173                    | Moreno Hofland (NED)      | 11.                    |
| 174                    | Sebastian Langeveld (NED) | 93.                    |
| 175                    | Daniel McLay (GBR)        | 78.                    |
| 176                    | Taylor Phinney (USA)      | 97.                    |
| 177                    | Sep Vanmarcke (BEL)       | 36.                    |

| Team Jumbo-Visma TJV | Team Jumbo-Visma TJV                | Team Jumbo-Visma TJV |
| -------------------- | ----------------------------------- | -------------------- |
| Nr                   | Kolarz                              | Miejsce              |
| 181                  | Amund Grøndahl Jansen (NOR) (szosa) | 5.                   |
| 182                  | Pascal Eenkhoorn (NED)              | 99.                  |
| 183                  | Jos van Emden (NED)                 | 71.                  |
| 184                  | Tom Leezer (NED)                    | 98.                  |
| 185                  | Timo Roosen (NED)                   | 74.                  |
| 186                  | Mike Teunissen (NED)                | 28.                  |
| 187                  | Maarten Wynants (BEL)               | 80.                  |

| Katusha-Alpecin TKA | Katusha-Alpecin TKA      | Katusha-Alpecin TKA |
| ------------------- | ------------------------ | ------------------- |
| Nr                  | Kolarz                   | Miejsce             |
| 191                 | Jenthe Biermans (BEL)    | 52.                 |
| 192                 | Jens Debusschere (BEL)   | 118.                |
| 193                 | Alex Dowsett (GBR)       | 109.                |
| 194                 | Marco Haller (AUT)       | 103.                |
| 195                 | Nathan Haas (AUS)        | DNF                 |
| 196                 | Harry Tanfield (GBR)     | 47.                 |
| 197                 | Mads Würtz Schmidt (DEN) | 110.                |

Legenda: DNF – nie ukończył wyścigu.

## Klasyfikacja generalna
| \| Klasyfikacja generalna \| Klasyfikacja generalna \| Klasyfikacja generalna \| Klasyfikacja generalna \| Klasyfikacja generalna \| \| Kolarz \| Kolarz \| Państwo \| Drużyna \| Czas \| \| ---------------------- \| ---------------------- \| ---------------------- \| ---------------------- \| ---------------------- \| \| 1. \| Elia Viviani \| Włochy \| Deceuninck-Quick Step \| 3h 46' 15" \| \| 2. \| Sam Bennett \| Irlandia \| Bora-Hansgrohe \| + 0" \| \| 3. \| Michael Mørkøv \| Dania \| Deceuninck-Quick Step \| + 0" \| \| 4. \| Jasper Stuyven \| Belgia \| Trek-Segafredo \| + 0" \| \| 5. \| Amund Grøndahl Jansen \| Norwegia \| Team Jumbo-Visma \| + 0" \| \| 6. \| Giacomo Nizzolo \| Włochy \| Dimension Data \| + 0" \| \| 7. \| Alexander Kristoff \| Norwegia \| UAE Team Emirates \| + 0" \| \| 8. \| Oliver Naesen \| Belgia \| AG2R La Mondiale \| + 0" \| \| 9. \| Jasper De Buyst \| Belgia \| Lotto-Soudal \| + 0" \| \| 10. \| Ethan Hayter \| Wielka Brytania \| Wielka Brytania \| + 0" \| |                       |                 |                       |            |
| |                       |                 |                       |            |
| Źródło: ProCyclingStats |                       |                 |                       |            |
| Klasyfikacja generalna |                       |                 |                       |            |
| Kolarz | Kolarz                | Państwo         | Drużyna               | Czas       |
| 1. | Elia Viviani          | Włochy          | Deceuninck-Quick Step | 3h 46' 15" |
| 2. | Sam Bennett           | Irlandia        | Bora-Hansgrohe        | + 0"       |
| 3. | Michael Mørkøv        | Dania           | Deceuninck-Quick Step | + 0"       |
| 4. | Jasper Stuyven        | Belgia          | Trek-Segafredo        | + 0"       |
| 5. | Amund Grøndahl Jansen | Norwegia        | Team Jumbo-Visma      | + 0"       |
| 6. | Giacomo Nizzolo       | Włochy          | Dimension Data        | + 0"       |
| 7. | Alexander Kristoff    | Norwegia        | UAE Team Emirates     | + 0"       |
| 8. | Oliver Naesen         | Belgia          | AG2R La Mondiale      | + 0"       |
| 9. | Jasper De Buyst       | Belgia          | Lotto-Soudal          | + 0"       |
| 10. | Ethan Hayter          | Wielka Brytania | Wielka Brytania       | + 0"       |